# Wereldkampioenschappen alpineskiën 2023
De Wereldkampioenschappen alpineskiën 2023 werden van 6 tot en met 19 februari 2023 gehouden in Courchevel & Méribel in de Savoie in Frankrijk. Er stonden dertien onderdelen op het programma, zes voor mannen en zes vrouwen plus een gemengde landenwedstrijd.

## Wedstrijdschema
| Datum       | Lokale tijd   | Mannen            | Vrouwen           |
| ----------- | ------------- | ----------------- | ----------------- |
| 06 februari | 11:00 / 14:30 |                   | Alpine combinatie |
| 07 februari | 11:00 / 14:30 | Alpine combinatie |                   |
| 08 februari | 11:30         |                   | Super G           |
| 09 februari | 11:30         | Super G           |                   |
| 11 februari | 11:00         |                   | Afdaling          |
| 12 februari | 11:00         | Afdaling          |                   |
| 14 februari | 12:15         | Landenwedstrijd   | Landenwedstrijd   |
| 15 februari | 12:00         | Parallel          | Parallel          |
| 16 februari | 10:00 / 13:30 |                   | Reuzenslalom      |
| 17 februari | 10:00 / 13:30 | Reuzenslalom      |                   |
| 18 februari | 10:00 / 13:30 |                   | Slalom            |
| 19 februari | 10:00 / 13:30 | Slalom            |                   |

## Medailles

### Mannen
| Onderdeel         | Goud                           | Goud                       | Zilver                            | Zilver                      | Brons                       | Brons                  |
| ----------------- | ------------------------------ | -------------------------- | --------------------------------- | --------------------------- | --------------------------- | ---------------------- |
| Alpine combinatie | Alexis Pinturault Frankrijk    | 1.53,31                    | Marco Schwarz Oostenrijk          | 1.53,41                     | Raphael Haaser Oostenrijk   | 1.53,75                |
| Afdaling          | Marco Odermatt Zwitserland     | 1.47,05                    | Aleksander Aamodt Kilde Noorwegen | 1.47,53                     | Cameron Alexander Canada    | 1.47,94                |
| Reuzenslalom      | Marco Odermatt Zwitserland     | 2.34,08                    | Loïc Meillard Zwitserland         | 2.34,40                     | Marco Schwarz Oostenrijk    | 2.34,48                |
| Slalom            | Henrik Kristoffersen Noorwegen | 1.39,50                    | AJ Ginnis Griekenland             | 1.39,70                     | Alex Vinatzer Italië        | 1.39,88                |
| Super G           | James Crawford Canada          | 1.07,22                    | Aleksander Aamodt Kilde Noorwegen | 1.07,23                     | Alexis Pinturault Frankrijk | 1.07,48                |
| Parallel          | Alexander Schmid Duitsland     | Alexander Schmid Duitsland | Dominik Raschner Oostenrijk       | Dominik Raschner Oostenrijk | Timon Haugan Noorwegen      | Timon Haugan Noorwegen |

### Vrouwen
| Onderdeel         | Goud                              | Goud                            | Zilver                            | Zilver                     | Brons                             | Brons                             |
| ----------------- | --------------------------------- | ------------------------------- | --------------------------------- | -------------------------- | --------------------------------- | --------------------------------- |
| Alpine combinatie | Federica Brignone Italië          | 1.57,47                         | Wendy Holdener Zwitserland        | 1.59,09                    | Ricarda Haaser Oostenrijk         | 1.59,73                           |
| Afdaling          | Jasmine Flury Zwitserland         | 1.28,03                         | Nina Ortlieb Oostenrijk           | 1.28,07                    | Corinne Suter Zwitserland         | 1.28,15                           |
| Reuzenslalom      | Mikaela Shiffrin Verenigde Staten | 2.07,13                         | Federica Brignone Italië          | 2.07,25                    | Ragnhild Mowinckel Noorwegen      | 2.07,35                           |
| Slalom            | Laurence St. Germain Canada       | 1.43,15                         | Mikaela Shiffrin Verenigde Staten | 1.43,72                    | Lena Dürr Duitsland               | 1.43,84                           |
| Super G           | Marta Bassino Italië              | 1.28,06                         | Mikaela Shiffrin Verenigde Staten | 1.28,17                    | Cornelia Hütter Oostenrijk        | 1.28,39                           |
| Super G           | Marta Bassino Italië              | 1.28,06                         | Mikaela Shiffrin Verenigde Staten | 1.28,17                    | Kajsa Vickhoff Lie Noorwegen      | 1.28,39                           |
| Parallel          | Maria Therese Tviberg Noorwegen   | Maria Therese Tviberg Noorwegen | Wendy Holdener Zwitserland        | Wendy Holdener Zwitserland | Thea Louise Stjernesund Noorwegen | Thea Louise Stjernesund Noorwegen |

### Gemengd
| Onderdeel       | Goud | Goud | Zilver | Zilver | Brons                                                          | Brons                                                          |
| --------------- | --- | --- | --- | --- | -------------------------------------------------------------- | -------------------------------------------------------------- |
| Landenwedstrijd | Verenigde Staten Nina O'Brien Tommy Ford Paula Moltzan River Radamus Reserves Katie Hensien Luke Winters | Verenigde Staten Nina O'Brien Tommy Ford Paula Moltzan River Radamus Reserves Katie Hensien Luke Winters | Noorwegen Timon Haugan Kristin Lysdahl Alexander Steen Olsen Thea Louise Stjernesund Maria Therese Tviberg Reserve Leif Kristian Nestvold-Haugen | Noorwegen Timon Haugan Kristin Lysdahl Alexander Steen Olsen Thea Louise Stjernesund Maria Therese Tviberg Reserve Leif Kristian Nestvold-Haugen | Canada Valérie Grenier Erik Read Jeffrey Read Britt Richardson | Canada Valérie Grenier Erik Read Jeffrey Read Britt Richardson |

### Medailleklassement
| Plaats | Land             | Goud | Zilver | Brons | Totaal |
| 1      | Zwitserland      | 3    | 3      | 1     | 7      |
| 2      | Noorwegen        | 2    | 3      | 4     | 9      |
| 3      | Verenigde Staten | 2    | 2      | 0     | 4      |
| 4      | Italië           | 2    | 1      | 1     | 4      |
| 5      | Canada           | 2    | 0      | 2     | 4      |
| 6      | Frankrijk        | 1    | 0      | 1     | 2      |
| 6      | Duitsland        | 1    | 0      | 1     | 2      |
| 8      | Oostenrijk       | 0    | 3      | 4     | 7      |
| 9      | Griekenland      | 0    | 1      | 0     | 1      |
| Totaal | Totaal           | 13   | 13     | 14    | 40     |

## Uitslagen

### Alpine combinatie
| Mannen | Mannen              | Mannen | Mannen  |
| #      | Naam                | Land   | Tijd    |
| ------ | ------------------- | ------ | ------- |
| Goud   | Alexis Pinturault   | FRA    | 1.53,31 |
| Zilver | Marco Schwarz       | AUT    | + 0,10  |
| Brons  | Raphael Haaser      | AUT    | + 0,44  |
| 4      | River Radamus       | USA    | + 0,69  |
| 5      | Atle Lie McGrath    | NOR    | + 0,72  |
| 6      | Loïc Meillard       | SUI    | + 1,20  |
| 7      | Tobias Kastlunger   | ITA    | + 2,99  |
| 8      | Albert Ortega       | ESP    | + 3,50  |
| 9      | Erik Arvidsson      | USA    | + 4,43  |
| 10     | Ryan Cochran-Siegle | USA    | + 5,25  |

| Vrouwen | Vrouwen              | Vrouwen | Vrouwen |
| #       | Naam                 | Land    | Tijd    |
| ------- | -------------------- | ------- | ------- |
| Goud    | Federica Brignone    | ITA     | 1.57,47 |
| Zilver  | Wendy Holdener       | SUI     | + 1,62  |
| Brons   | Ricarda Haaser       | AUT     | + 2,26  |
| 4       | Ramona Siebenhofer   | AUT     | + 2,48  |
| 5       | Franziska Gritsch    | AUT     | + 2,71  |
| 6       | Michelle Gisin       | SUI     | + 3,43  |
| 7       | Laura Gauché         | FRA     | + 3,71  |
| 8       | Emma Aicher          | GER     | + 4,05  |
| 9       | Elena Curtoni        | ITA     | + 4,91  |
| 10      | Marie-Michèle Gagnon | CAN     | + 5,12  |

### Afdaling
| Mannen | Mannen                  | Mannen | Mannen  |
| #      | Naam                    | Land   | Tijd    |
| ------ | ----------------------- | ------ | ------- |
| Goud   | Marco Odermatt          | SUI    | 1.47,05 |
| Zilver | Aleksander Aamodt Kilde | NOR    | + 0,48  |
| Brons  | Cameron Alexander       | CAN    | + 0,89  |
| 4      | Marco Schwarz           | AUT    | + 0,93  |
| 5      | James Crawford          | CAN    | + 1,01  |
| 6      | Maxence Muzaton         | FRA    | + 1,08  |
| 7      | Florian Schieder        | ITA    | + 1,09  |
| 8      | Dominik Paris           | ITA    | + 1,13  |
| 8      | Miha Hrobat             | SLO    | + 1,13  |
| 10     | Thomas Dreßen           | GER    | + 1,15  |

| Vrouwen | Vrouwen            | Vrouwen | Vrouwen |
| #       | Naam               | Land    | Tijd    |
| ------- | ------------------ | ------- | ------- |
| Goud    | Jasmine Flury      | SUI     | 1.28,03 |
| Zilver  | Nina Ortlieb       | AUT     | + 0,04  |
| Brons   | Corinne Suter      | SUI     | + 0,12  |
| 4       | Mirjam Puchner     | AUT     | + 0,37  |
| 4       | Cornelia Hütter    | AUT     | + 0,37  |
| 6       | Ilka Štuhec        | SLO     | + 0,42  |
| 7       | Stephanie Venier   | AUT     | + 0,57  |
| 8       | Kira Weidle        | GER     | + 0,61  |
| 9       | Lara Gut-Behrami   | SUI     | + 0,71  |
| 10      | Ragnhild Mowinckel | NOR     | + 0,84  |

### Reuzenslalom
| Mannen | Mannen               | Mannen | Mannen  |
| #      | Naam                 | Land   | Tijd    |
| ------ | -------------------- | ------ | ------- |
| Goud   | Marco Odermatt       | SUI    | 2.34,08 |
| Zilver | Loïc Meillard        | SUI    | + 0,32  |
| Brons  | Marco Schwarz        | AUT    | + 0,40  |
| 4      | Stefan Brennsteiner  | AUT    | + 0,76  |
| 5      | Henrik Kristoffersen | NOR    | + 0,96  |
| 6      | Žan Kranjec          | SLO    | + 1,34  |
| 7      | Alexis Pinturault    | FRA    | + 1,68  |
| 8      | Filip Zubčić         | CRO    | + 2,20  |
| 9      | Gino Caviezel        | SUI    | + 2,24  |
| 10     | Filippo Della Vite   | ITA    | + 2,34  |

| Vrouwen | Vrouwen                 | Vrouwen | Vrouwen |
| #       | Naam                    | Land    | Tijd    |
| ------- | ----------------------- | ------- | ------- |
| Goud    | Mikaela Shiffrin        | USA     | 2.07,13 |
| Zilver  | Federica Brignone       | ITA     | + 0,12  |
| Brons   | Ragnhild Mowinckel      | NOR     | + 0,22  |
| 4       | Lara Gut-Behrami        | SUI     | + 0,31  |
| 5       | Marta Bassino           | ITA     | + 0,80  |
| 6       | Mina Fürst Holtmann     | NOR     | + 0,92  |
| 7       | Petra Vlhová            | SVK     | + 0,93  |
| 8       | Thea Louise Stjernesund | NOR     | + 1,26  |
| 9       | Coralie Frasse Sombet   | FRA     | + 1,32  |
| 10      | Maryna Gąsienica-Daniel | POL     | + 1,39  |

### Slalom
| Mannen | Mannen               | Mannen | Mannen  |
| #      | Naam                 | Land   | Tijd    |
| ------ | -------------------- | ------ | ------- |
| Goud   | Henrik Kristoffersen | NOR    | 1.39,50 |
| Zilver | AJ Ginnis            | GRE    | + 0,20  |
| Brons  | Alex Vinatzer        | ITA    | + 0,38  |
| 4      | Clément Noël         | FRA    | + 0,41  |
| 5      | Sebastian Holzmann   | GER    | + 0,62  |
| 6      | Marco Schwarz        | AUT    | + 0,65  |
| 7      | Lucas Braathen       | NOR    | + 0,67  |
| 7      | Manuel Feller        | AUT    | + 0,67  |
| 9      | Linus Straßer        | GER    | + 0,69  |
| 9      | Ramon Zenhäusern     | SUI    | + 0,69  |

| Vrouwen | Vrouwen               | Vrouwen | Vrouwen |
| #       | Naam                  | Land    | Tijd    |
| ------- | --------------------- | ------- | ------- |
| Goud    | Laurence St. Germain  | CAN     | 1.43,15 |
| Zilver  | Mikaela Shiffrin      | USA     | + 0,57  |
| Brons   | Lena Dürr             | GER     | + 0,69  |
| 4       | Mina Fürst Holtmann   | NOR     | + 0,71  |
| 5       | Petra Vlhová          | SVK     | + 0,85  |
| 6       | Aline Danioth         | SUI     | + 0,97  |
| 7       | Sara Hector           | SWE     | + 1,12  |
| 8       | Lara Della Mea        | ITA     | + 1,19  |
| 9       | Ana Bucik             | SLO     | + 1,22  |
| 10      | Hanna Aronsson Elfman | SWE     | + 1,31  |

### Super G
| Mannen | Mannen                   | Mannen | Mannen  |
| #      | Naam                     | Land   | Tijd    |
| ------ | ------------------------ | ------ | ------- |
| Goud   | James Crawford           | CAN    | 1.07,22 |
| Zilver | Aleksander Aamodt Kilde  | NOR    | + 0,01  |
| Brons  | Alexis Pinturault        | FRA    | + 0,26  |
| 4      | Marco Odermatt           | SUI    | + 0,37  |
| 5      | Raphael Haaser           | AUT    | + 0,58  |
| 6      | Marco Schwarz            | AUT    | + 0,59  |
| 7      | Adrian Smiseth Sejersted | NOR    | + 0,62  |
| 8      | Loïc Meillard            | SUI    | + 0,65  |
| 9      | Andreas Sander           | GER    | + 0,67  |
| 9      | Brodie Seger             | CAN    | + 0,67  |

| Vrouwen | Vrouwen            | Vrouwen | Vrouwen |
| #       | Naam               | Land    | Tijd    |
| ------- | ------------------ | ------- | ------- |
| Goud    | Marta Bassino      | ITA     | 1.28,06 |
| Zilver  | Mikaela Shiffrin   | USA     | + 0,11  |
| Brons   | Cornelia Hütter    | AUT     | + 0,33  |
| Brons   | Kajsa Vickhoff Lie | NOR     | + 0,33  |
| 5       | Ragnhild Mowinckel | NOR     | + 0,36  |
| 6       | Lara Gut-Behrami   | SUI     | + 0,37  |
| 7       | Alice Robinson     | NZL     | + 0,54  |
| 8       | Federica Brignone  | ITA     | + 0,55  |
| 9       | Tessa Worley       | FRA     | + 0,58  |
| 10      | Michelle Gisin     | SUI     | + 0,69  |

### Parallel
Mannen
| Achtste finale | Achtste finale        | Achtste finale |  |  | Kwartfinale | Kwartfinale           | Kwartfinale |  |  | Halve finale | Halve finale     | Halve finale |  |           | Finale    | Finale           | Finale |
|                |                       |                |  |  |             |                       |             |  |  |              |                  |              |  |           |           |                  |        |
| 1              | Rasmus Windingstad    |                |  |  |             |                       |             |  |  |              |                  |              |  |           |           |                  |        |
| 16             | Joan Verdú            | +0,16          |  |  | 1           | Rasmus Windingstad    | +0,17       |  |  |              |                  |              |  |           |           |                  |        |
| 8              | Sam Maes              | +0,09          |  |  | 9           | Timon Haugan          |             |  |  |              |                  |              |  |           |           |                  |        |
| 9              | Timon Haugan          |                |  |  |             |                       |             |  |  | 9            | Timon Haugan     | +0,06        |  |           |           |                  |        |
| 5              | Alexander Schmid      |                |  |  |             |                       |             |  |  | 5            | Alexander Schmid |              |  |           |           |                  |        |
| 12             | Filippo Della Vite    | DNF            |  |  | 5           | Alexander Schmid      |             |  |  |              |                  |              |  |           |           |                  |        |
| 4              | Alex Vinatzer         | +2,13          |  |  | 13          | Žan Kranjec           | +0,18       |  |  |              |                  |              |  |           |           |                  |        |
| 13             | Žan Kranjec           |                |  |  |             |                       |             |  |  |              |                  |              |  |           | 5         | Alexander Schmid |        |
| 3              | Dominik Raschner      |                |  |  |             |                       |             |  |  |              |                  |              |  |           | 3         | Dominik Raschner | +0,50  |
| 14             | Mattias Rönngren      | +0,61          |  |  | 3           | Dominik Raschner      |             |  |  |              |                  |              |  |           |           |                  |        |
| 6              | Alexis Pinturault     | +0,21          |  |  | 11          | Alexander Steen Olsen | +0,55       |  |  |              |                  |              |  |           |           |                  |        |
| 11             | Alexander Steen Olsen |                |  |  |             |                       |             |  |  | 3            | Dominik Raschner |              |  |           |           |                  |        |
| 7              | Linus Straßer         | DSQ            |  |  |             |                       |             |  |  | 2            | Adrian Pertl     | +0,08        |  |           |           |                  |        |
| 10             | Luca De Aliprandini   |                |  |  | 10          | Luca De Aliprandini   | +0,56       |  |  |              |                  |              |  | 3e plaats | 3e plaats | 3e plaats        |        |
| 2              | Adrian Pertl          |                |  |  | 2           | Adrian Pertl          |             |  |  |              |                  |              |  |           | 9         | Timon Haugan     |        |
| 15             | River Radamus         | DNF            |  |  |             |                       |             |  |  |              |                  |              |  |           | 2         | Adrian Pertl     | +0,19  |

Vrouwen
| Achtste finale | Achtste finale          | Achtste finale |  |  | Kwartfinale | Kwartfinale             | Kwartfinale |  |  | Halve finale | Halve finale            | Halve finale |  |           | Finale    | Finale                  | Finale |
|                |                         |                |  |  |             |                         |             |  |  |              |                         |              |  |           |           |                         |        |
| 1              | Thea Louise Stjernesund |                |  |  |             |                         |             |  |  |              |                         |              |  |           |           |                         |        |
| 16             | Camille Rast            | +0,40          |  |  | 1           | Thea Louise Stjernesund |             |  |  |              |                         |              |  |           |           |                         |        |
| 8              | Andrea Ellenberger      | +0,22          |  |  | 9           | Maryna Gąsienica-Daniel | +0,33       |  |  |              |                         |              |  |           |           |                         |        |
| 9              | Maryna Gąsienica-Daniel |                |  |  |             |                         |             |  |  | 1            | Thea Louise Stjernesund | +0,06        |  |           |           |                         |        |
| 5              | Lena Dürr               |                |  |  |             |                         |             |  |  | 13           | Maria Therese Tviberg   |              |  |           |           |                         |        |
| 12             | Nina O'Brien            | +0,05          |  |  | 5           | Lena Dürr               | +0,11       |  |  |              |                         |              |  |           |           |                         |        |
| 4              | Clara Direz             | DNF            |  |  | 13          | Maria Therese Tviberg   |             |  |  |              |                         |              |  |           |           |                         |        |
| 13             | Maria Therese Tviberg   |                |  |  |             |                         |             |  |  |              |                         |              |  |           | 13        | Maria Therese Tviberg   |        |
| 3              | Marta Bassino           | +0,40          |  |  |             |                         |             |  |  |              |                         |              |  |           | 7         | Wendy Holdener          | +0,67  |
| 14             | Marie Lamure            |                |  |  | 14          | Marie Lamure            |             |  |  |              |                         |              |  |           |           |                         |        |
| 6              | Kristin Lysdahl         | +0,18          |  |  | 11          | Franziska Gritsch       | +0,24       |  |  |              |                         |              |  |           |           |                         |        |
| 11             | Franziska Gritsch       |                |  |  |             |                         |             |  |  | 14           | Marie Lamure            | DNF          |  |           |           |                         |        |
| 7              | Wendy Holdener          |                |  |  |             |                         |             |  |  | 7            | Wendy Holdener          |              |  |           |           |                         |        |
| 10             | Coralie Frasse Sombet   | +0,13          |  |  | 7           | Wendy Holdener          |             |  |  |              |                         |              |  | 3e plaats | 3e plaats | 3e plaats               |        |
| 2              | Sara Hector             |                |  |  | 2           | Sara Hector             | +0,37       |  |  |              |                         |              |  |           | 1         | Thea Louise Stjernesund |        |
| 15             | Estelle Alphand         | +0,89          |  |  |             |                         |             |  |  |              |                         |              |  |           | 14        | Marie Lamure            | DNF    |

### Landenwedstrijd
| Achtste finale | Achtste finale   | Achtste finale |  |  | Kwartfinale | Kwartfinale      | Kwartfinale |  |  | Halve finale | Halve finale     | Halve finale |  |           | Finale    | Finale           | Finale |
|                |                  |                |  |  |             |                  |             |  |  |              |                  |              |  |           |           |                  |        |
| 1              | Zwitserland      | 4              |  |  |             |                  |             |  |  |              |                  |              |  |           |           |                  |        |
| 16             | Letland          | 0              |  |  | 1           | Zwitserland      | 2           |  |  |              |                  |              |  |           |           |                  |        |
| 8              | Canada           | 4              |  |  | 8           | Canada           | 2           |  |  |              |                  |              |  |           |           |                  |        |
| 9              | Slovenië         | 0              |  |  |             |                  |             |  |  | 8            | Canada           | 1            |  |           |           |                  |        |
| 5              | Verenigde Staten | 2              |  |  |             |                  |             |  |  | 5            | Verenigde Staten | 3            |  |           |           |                  |        |
| 12             | Polen            | 2              |  |  | 5           | Verenigde Staten | 3           |  |  |              |                  |              |  |           |           |                  |        |
| 4              | Italië           | 2              |  |  | 4           | Italië           | 1           |  |  |              |                  |              |  |           |           |                  |        |
| 13             | Tsjechië         | 2              |  |  |             |                  |             |  |  |              |                  |              |  |           | 5         | Verenigde Staten | 3      |
| 3              | Noorwegen        | 4              |  |  |             |                  |             |  |  |              |                  |              |  |           | 3         | Noorwegen        | 2      |
| 14             | België           | 0              |  |  | 3           | Noorwegen        | 3           |  |  |              |                  |              |  |           |           |                  |        |
| 6              | Frankrijk        | 4              |  |  | 6           | Frankrijk        | 1           |  |  |              |                  |              |  |           |           |                  |        |
| 11             | Slowakije        | 0              |  |  |             |                  |             |  |  | 3            | Noorwegen        | 3            |  |           |           |                  |        |
| 7              | Duitsland        | 3              |  |  |             |                  |             |  |  | 2            | Oostenrijk       | 1            |  |           |           |                  |        |
| 10             | Zweden           | 1              |  |  | 7           | Duitsland        | 1           |  |  |              |                  |              |  | 3e plaats | 3e plaats | 3e plaats        |        |
| 2              | Oostenrijk       | 4              |  |  | 2           | Oostenrijk       | 3           |  |  |              |                  |              |  |           | 8         | Canada           | 2      |
| 15             | Denemarken       | 0              |  |  |             |                  |             |  |  |              |                  |              |  |           | 2         | Oostenrijk       | 2      |